# کاتاگواس
کاتاگواس (به پرتغالی: Cataguases) یک منطقهٔ مسکونی در برزیل است که در میناز ژرایس واقع شده‌است. کاتاگواس ۴۹۲ کیلومتر مربع مساحت و ۷۵٬۵۴۰ نفر جمعیت دارد و ۱۶۹ متر بالاتر از سطح دریا واقع شده‌است.